# Baureihe 099
In die Baureihe 099 wurden mit der Einführung der EDV-Nummerierung 1968 bei der Deutschen Bundesbahn die noch vorhandenen Schmalspurlokomotiven der Baureihe 99 eingeordnet. Die bisherige Ordnungsnummer wurde dabei nur um eine führende 0 ergänzt.
Bei der Einführung des Nummernsystems der Deutschen Bundesbahn bei der Deutschen Reichsbahn zum 1. Januar 1992 wurden die vorhandenen Schmalspurlokomotiven in die Baureihe 099 eingeordnet. Dabei erhielten alle Lokomotiven wegen des Entfalles einer Stelle neue Ordnungsnummern, die keinen Rückbezug auf die bisherigen Nummern zuließen. Allerdings gab es einen Hinweis auf die verwendete Spurweite (siehe auch Umzeichnungsplan für Schmalspurtriebfahrzeuge 1992).
| Bezeichnung bei DR bzw. DB | Bezeichnung bei DB ab 1968 | Bezeichnung bei DR ab 1970 | Bezeichnung ab 1992 | frühere Bezeichnung           | Spurweite | Achsformel |
| -------------------------- | -------------------------- | -------------------------- | ------------------- | ----------------------------- | --------- | ---------- |
| 99.22                      |                            | 99.722                     | 099 140             | Einheitslokomotive            | 1000 mm   | 1’E1’ h2t  |
| 99.23–24                   |                            | 99.723–724 99.023–024      | 099 141–157         | Neubaulokomotiven             | 1000 mm   | 1’E1’ h2t  |
| 99.32                      |                            | 99.232                     | 099 901–099 903     | Einheitslokomotiven           | 900 mm    | 1’D1’ h2t  |
| 99.33                      |                            | 99.233                     | 099 904–905         |                               | 900 mm    | D h2t      |
| 99.51–60                   |                            | 99.151–160                 | 099 701–713         | Sächsische IV K               | 750 mm    | B’B’ n4vt  |
| 99.63                      | 099.63                     |                            |                     | Württembergische Tssd         | 750 mm    | B’B’ n4vt  |
| 99.64–71                   | 099.65                     | 99.164–171                 | 099 720–721         | Sächsische VI K               | 750 mm    | E h2t      |
| 99.73–76                   |                            | 99.173–176                 | 099 722–735         | Einheitslokomotiven           | 750 mm    | 1’E1’ h2t  |
| 99.77–79                   |                            | 99.177–179                 | 099 736–757         | Neubaulokomotiven             | 750 mm    | 1’E1’ h2t  |
| 99.453                     |                            | 99.453                     | 099 760             | TB Glückauf und Trusetal      | 750 mm    | D n2t      |
| 99.463                     |                            | 99.463                     | 099 770–771         | RüKB Nr. 51Mh bis 53Mh        | 750 mm    | D h2t      |
| 99.480                     |                            | 99.480                     | 099 780–781         | KJI Nr. 20 und 21             | 750 mm    | 1’D h2t    |
| 99.590                     |                            | 99.590                     | 099 110–113         | NWE Nr. 11 bis 22, NWE Nr. 41 | 1000 mm   | B’B n4vt   |
| 99.600                     |                            | 99.600                     | 099 120             | NWE Nr. 21                    | 1000 mm   | 1’C1’ h2t  |
| 99.610                     |                            | 99.610                     | 099 130             | NWE Nr. 6 und 7               | 1000 mm   | C h2t      |